# Холлоуэй, Сьюзан
Сью́зан Хо́ллоуэй-Джой (англ. Susan Holloway-Joy; 19 мая 1955, Галифакс) — канадская гребчиха-байдарочница и лыжница, выступала за гребные и лыжные сборные Канады во второй половине 1970-х — первой половине 1980-х годов. Серебряная и бронзовая призёрша летних Олимпийских игр в Лос-Анджелесе, победительница регат национального и международного значения.

## Биография
Сьюзан Холлоуэй родилась 19 мая 1955 года в городе Галифаксе, провинция Новая Шотландия. С детва мечтала поучаствовать в летних и зимних Олимпийских играх, поэтому занималась одновременно греблей на байдарках и лыжными гонками. Проходила подготовку в Оттаве в местном спортивном клубе «Ридо».
Первого серьёзного успеха на взрослом международном уровне добилась в 1973 году, когда попала в основной состав канадской гребной национальной сборной и побывала на чемпионате мира в финском Тампере, где заняла седьмое место в одиночках и двойках на пятистах метрах. Год спустя на мировом первенстве в Мехико вновь не сумела попасть в число призёров, однако затем в 1975 году стала чемпионкой Канады во всех трёх женских дисциплинах, благодаря чему удостоилась права защищать честь страны на домашних летних Олимпийских играх 1976 года в Монреале.
Прежде чем ехать на летние Игры, она сначала выступила в лыжных гонках на зимних Олимпийских играх 1976 года в Инсбруке, где показала тридцать второй результат в гонке на 10 км и седьмой в эстафете 4 × 5 км. Позже на летних Играх в зачёте одиночных байдарок дошла до стадии полуфиналов, а в двойках в паре с Анной Додж финишировала в решающем заезде восьмой. Таким образом, Холлоуэй стала первой женщиной и первой представительницей Канада, побывавшей в один год сразу на двух Олимпиадах: летней и зимней.
Впоследствии Сьюзан Холлоуэй сконцентрировала усилия на одной только гребле и в течение четырёх последующих лет совместно с Карен Типпетт неизменно удерживала звание чемпионки страны в полукилометровой дисциплине двухместных экипажей. Будучи в числе лидеров сборной, должна была представлять страну на Олимпийских играх 1980 года в Москве, даже была назначена на роль знаменосца в церемонии открытия, но в итоге Канада по политическим причинам бойкотировала эти соревнования, и Холлоуэй на них не выступила.
Несмотря на неудачу с Олимпиадой, Сьюзан Холлоуэй осталась в основном составе канадской национальной сборной и продолжила принимать участие в крупнейших международных регатах. В 1984 году она благополучно прошла квалификацию на Олимпийские игры в Лос-Анджелесе — в байдарках-двойках вместе с напарницей Александрой Барре завоевала серебряную медаль на пятистах метрах, тогда как в четырёхместном экипаже, куда также добавились Люси Гуэй и Барбара Олмстед, взяла бронзу. Это были первые олимпийские медали Канады в гребле на байдарках среди женщин. При всём при том, страны социалистического лагеря по политическим причинам бойкотировали эти соревнования, и многих сильнейших спортсменов из ГДР, Восточной Европы и СССР здесь попросту не было.
Завершив карьеру профессиональной спортсменки, Холлоуэй работала тренером, спортивным менеджером, оратором-мотиватором, в течение многих лет состояла в Олимпийском комитете Канады. В 1986 году включена в Канадский олимпийский зал славы. Окончила Университет Саймона Фрейзера, где обучалась на факультете физической культуры. С 2002 года замужем за канадским прыгуном в высоту Грегом Джоем, серебряным призёром Олимпийских игр в Монреале.